# II Общечерноморский съезд
II Обще́черномо́рский съезд (Второй съезд делега́тов Черномо́рского фло́та, Второй Черноморский флотский съезд) — проводившийся в Севастополе 16—28 февраля 1918 года съезд комитетов экипажей кораблей и береговых команд Черноморского флота России.

## Ход работы и решения съезда
В работе съезда приняло участие 108 делегатов. Почетными членами съезда избрали В. И. Ленина, Л. Д. Троцкого, А. М. Колонтай, М. А. Спиридонову, Р. Люксембург и К. Либкнехта. Была послана приветственная телеграмма ВЦИК и СНК. В телеграмме говорилось: «…приветствует Центральный Исполнительный Комитет в лице Совета Народных Комиссаров, постановивших распустить Учредительное собрание, попытавшееся наложить лапу на народное завоевание…».
Съезд был созван для обсуждения вопроса о ходе мирных переговоров с Центральными державами, принятия отчёта Черноморского Центрофлота (ЧЦ), проведения выборов комиссара флота и нового состава ЧЦ.
Меньшевикам и украинским социалистам удалось добиться большинства на съезде, оттеснив большевиков в оппозицию. Председателем съезда был избран грек, юрист и украинский эсер С. С. Кнорус. 17 февраля 1918 года с докладом «О текущем моменте» выступил член Центрофлота большевик М. Н. Ермолин. С большой речью выступил также комиссар флота большевик В. В. Роменец.
В резолюции, предложенной Ю. П. Гавеном, принятой съездом 19 февраля 1918 года, было записано: «И Черноморский флотский съезд постановляет оказать действенную активную поддержку… Совету Народных Комиссаров… Обещает в новой фазе борьбы за достижения революции тесно сплотиться вокруг как своих избранных органов власти, так и Совета Народных Комиссаров… Шлёт проклятье изменникам Родины — изменникам и разным предателям из бывшей Центральной Рады». Все остальные резолюции съезда также носили просоветский характер.
По вопросу о Румынии, начавшей военные действия против советской власти, было дано разрешение на конфискацию всех судов и кораблей под румынским флагом. Было принято постановление о мерах для сохранения боеспособности флота. Одной из мер стал запрет дальнейших увольнений с флота личного состава.
В новый состав Центрофлота прошло большинство левых, правых и украинских эсеров, меньшевиков и анархистов, избравших С. С. Кноруса председателем Центрофлота, а левого эсера В. Б. Спиро, активного противника заключения мира между Советской Россией и Центральными державами, — комиссаром флота.
Во время работы съезда в России произошли важные события, повлиявшие на его дальнейшую работу — в соответствии в условиями выдвинутого Советам ультиматума, 18 февраля 1918 года Германская армия перешла в наступление по всей линии Восточного фронта. 21 февраля в Севастополе были приняты воззвание СНК Социалистическое Отечество в опасности! и приказ Главковерха Н. В. Крыленко о всеобщей мобилизации. Эти события послужили поводом к началу в Крыму волны самого разнузданного террора, продолжавшегося в течение трёх ночей 21—24 февраля 1918 года, в ходе которого было убито до 700 человек.
Вспышка насилия стала предметом обсуждения и разбирательства на съезде — 26 (по другим данным 27) февраля 1918 года. С информацией о происходившем на улицах Севастополя в те ночи выступали очевидцы и прямые участники событий. При этом присутствовали делегаты съезда, представители Центрофлота, демократических организаций, партий и судовых комитетов. Историки Зарубины характеризуют выступления матросов как инфантильные. К примеру, Ю. П. Гавен в своих воспоминаниях писал: 

Моряки…, убедившись, что самосуды не укрепляют, а позорят революцию, чистосердечно признались, что они были введены в заблуждение. Врезалось в память выступление одного моряка, который со слезами на глазах, дрожащим голосом заявил:

— Мы виноваты, но клянусь честным словом моряка, что когда я бросал в море офицеров и спекулянтов, я думал, что делаю хорошее дело. И мои товарищи, которые принимали участие в расстрелах, думали, что они поступают, как честные революционеры. Судите нас всех — или никого не судите. Мы все одинаково виноваты.
Съезд вынес резолюцию, которую историки Зарубины называли запоздалой и циничной: 

1) Заклеймить самым энергичным образом позорное выступление, бывшее в Севастополе в течение трёх кошмарных ночей.
2) Немедленно создать комиссию из лиц собрания для установления степени виновности замешенных лиц и решить, как с ними быть… способствовать раскрытию гнусного дела, дабы этим показать пролетарию Западных государств, что Русские социалисты не палачи, подобно царским, имевшим место при кровавом Николае II.

## Последствия работы съезда
Созданная комиссия по расследованию творившегося в Севастополе «гнусного дела» приступила к работе и уже ко 2 марта 1918 года предоставила список из 45 убитых во время «варфоломеевских ночей». О дальнейшей работе комиссии данные отсутствуют. Наказания никто не понёс, разве что сместили с должности председателя Центрофлота анархиста С. И. Романовского.
Революционный флот, ознакомившись в резолюцией съезда по поводу бессудных убийств, в своём большинстве осудило «контрреволюционные стихийные выступления». Но были и исключения. Команда линкора «Воля» вынесла резолюцию, что «виноватых в этих событиях не должно быть, а если их будут предавать суду, мы выступим в их защиту». Команда базы минной бригады напомнила, что «молодцы-балтийцы уничтожали подспорье царизма ещё в первые дни революции» и полностью оправдала бессудные убийства.